# Charles Nicolas Oudinot

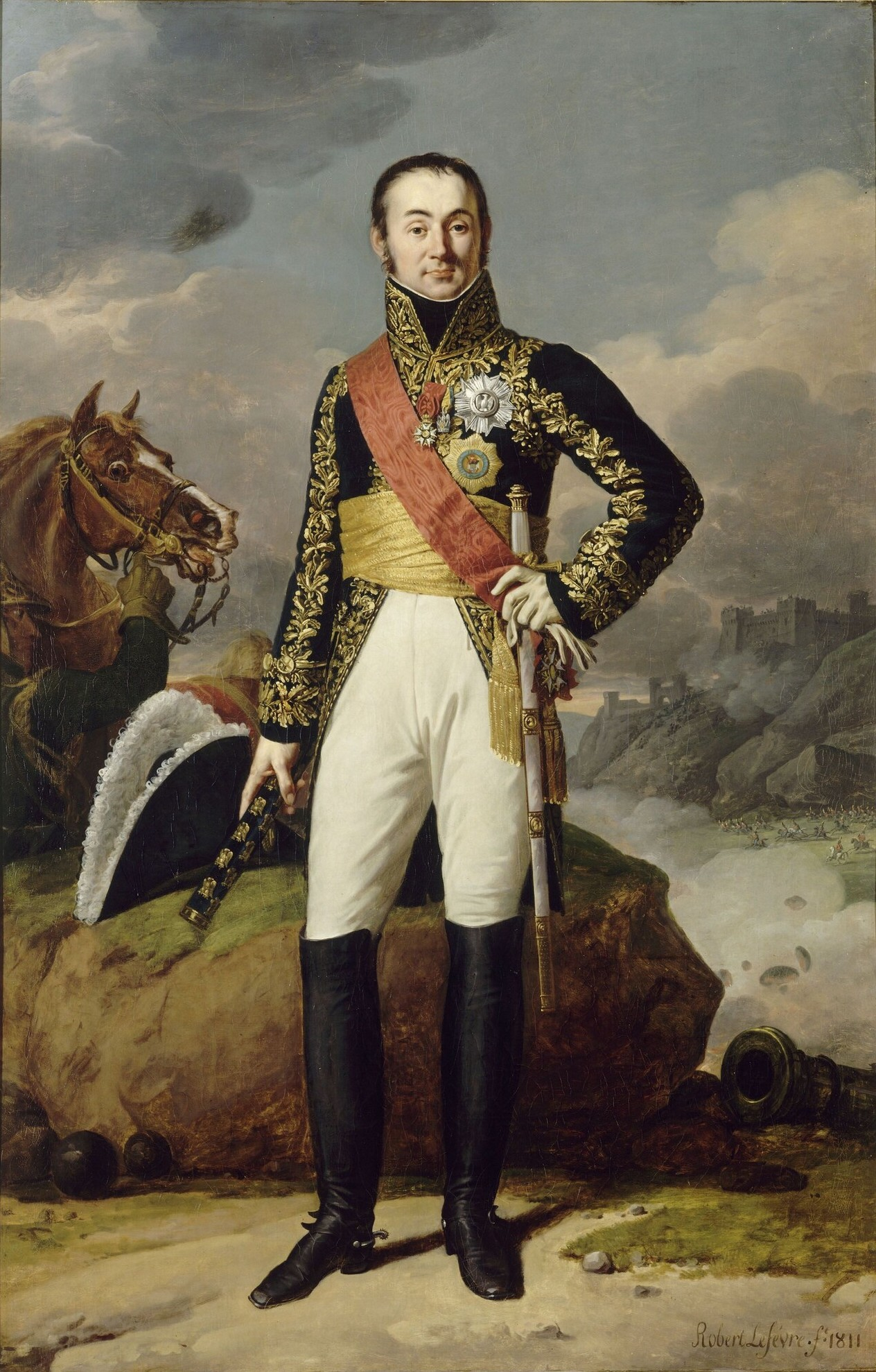
Charles Nicolas Oudinot

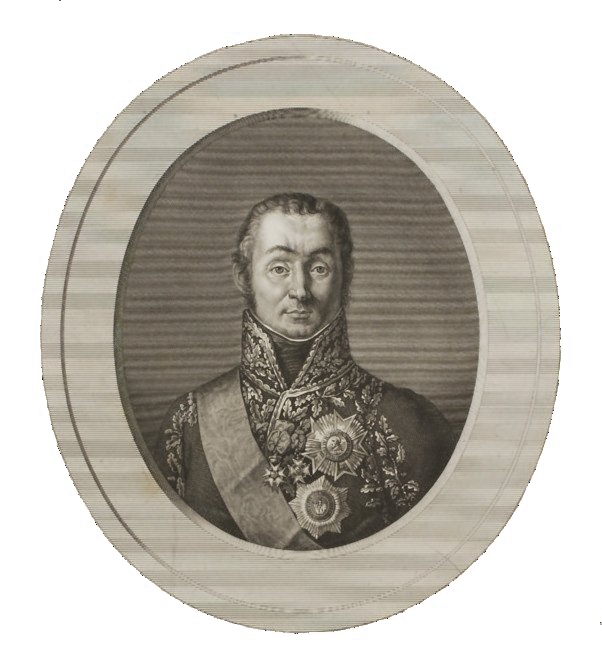
Nicolas Charles Oudinot

Charles-Nicolas Oudinot, vévoda z Reggia (25. dubna 1767 Bar-le-Duc – 13. září 1847 Paříž) byl francouzský maršál z období napoleonských válek.

## Život
Narodil se v rodině sládka, majitele pivovaru a obchodníka a roku 1783 vstoupil do královské armády. Roku 1789 se oženil se slečnou Francoise-Charlottou Derlinovou. Účastnil se revoluce a bojů revoluční armády od samého počátku. Když se u Kaiserslautern se svým plukem vyznamenal 23. května 1794, byl povýšen na brigádního generála a roku 1799 pak se stal divizním generálem. Oudinot vynikl v bitvě u Curychu (26. září 1799) kde byl náčelníkem Massénova štábu, při přechodu Mincia, byl při obraně Janova a koncem roku 1800 byl jmenován Napoleonem Bonaparte náčelníkem generálního štábu Italské armády, pod velením Bruneho.
Své ideální místo nalezl, když byl jmenován velitelem 10 praporů granátníků, dosud velených Lannesem. Tento útvar se stal legendárním, byl nasazován na nejangažovanějších úsecích bojů, jako kladivo prorážející frontu a byl v celé armádě znám pod pojmem „Oudinotovi granátníci“ nebo „Ohniví granátníci“. Třebaže zraněn u Hollabrunnu, bojoval roku 1805 i u Slavkova, kde velel svým granátníkům spolu s Durocem. V následujícím tažení porazil Rusy 16. února 1807 u Ostrolenky a 17. června 1807 bojoval u Friedlandu, když spolu s Lannesem a Mortierem zadržel celou ruskou armádu do příchodu hlavních sil Napoleona. Po Tylžském míru byl jmenován hrabětem císařství. Během setkání monarchů v Erfurtu roku 1808 byl Oudinot jmenován guvernérem Erfurtu a představen Napoleonem caru Alexandrovi jako Bayard císařství.
Během tažení proti Rakousku roku 1809 velel předvoji armády a u Wagramu převzal po smrti Lannesově 2. sbor, s kterým se v bitvě mimořádně vyznamenal, za což byl povýšen na maršála císařství a odměněn titulem vévoda z Reggia. V ruské kampani roku 1812 velel dále 2. sboru a během tažení byl raněn. Roku 1813 vedl 12. sbor a bojoval s ním u Budyšína 21. května a 4. června byl v samostatně vedené bitvě u Luckau poražen von Bülovem. Po skončení příměří byl pověřen velením Severní armády s úkolem obsazení Berlína. Pak byl však opět poražen Bernadottem u Grossbeeren (23. srpna 1813), částečně v důsledku zrady Sasů a Bavorů, a musel velení předat maršálu Neyovi s kterým však opět prožil porážku od Bülowa u Dennewitz (6. září). V bitvě u Lipska bojoval Oudinot v úseku Wachau a při ústupu velel zadnímu voji. Dále mimořádně statečně bojoval i během tažení 1814 v bitvách u Brienne, Champaubert, Nangis, Bar-sur-Aube, Arcis–sur-Aube.
Po abdikaci Napoleona se Oudinot přidal k Ludvíkovi XVIII., který jej pověřil velením v Metách. Během Sta dní se Oudinot stáhl do soukromí na svůj zámek v Montmorency a nepřijal žádné velení. Při druhé restauraci byl jmenován velitelem pařížské národní gardy a pairem. Během tažení do Španělska roku 1823 velel 1. sboru, s kterým obsadil Madrid a stal se guvernérem Madridu. Po červencové revoluci se zcela stáhl z veřejného života, ale roku 1839 jej král Ludvík Filip jmenoval velkokancléřem Čestné legie a 1842 po smrti Monceye guvernérem Invalidovny.
Zemřel v Paříži a je pohřben v Invalidovně. Maršál Oudinot byl osobně srdečný a přátelský člověk (jeho osobní přátelé byli maršálové Mortier a Davout), nesmírně statečný voják – ze všech maršálů byl nejčastěji raněn – utrpěl 34 vážných poranění, jako velitele jej nejvýstižněji zhodnotil Napoleon, který prohlásil na Svaté Heleně: „Maršál Oudinot je statečný člověk, ale s malou hlavou“.